# ISO 3166-2:SM
ISO 3166-2:SM es la entrada para San Marino en ISO 3166-2, parte de los códigos de normalización ISO 3166 publicados por la Organización Internacional de Normalización (ISO), que define los códigos para los nombres de las principales subdivisiones (p.ej., provincias o estados) de todos los países codificados en ISO 3166-1.
En la actualidad, para San Marino los códigos ISO 3166-2 se definen para 9 municipios.
Cada código consta de dos partes, separadas por un guion. La primera parte es SM, el código ISO 3166-1 alfa-2 para San Marino. La segunda parte tiene dos cifras.

## Códigos actuales
Los nombres de las subdivisiones se ordenan según el estándar ISO 3166-2 publicado por la Agencia de Mantenimiento ISO 3166 (ISO 3166/MA).
Pulsa sobre el botón en la cabecera para ordenar cada columna.
| Código | Nombre de la subdivisión (it)                         |
| ------ | ----------------------------------------------------- |
| SM-01  | Acquaviva                                             |
| SM-06  | Borgo Maggiore                                        |
| SM-02  | Chiesanuova                                           |
| SM-07  | Città di San Marino (la variante local es San Marino) |
| SM-03  | Domagnano                                             |
| SM-04  | Faetano                                               |
| SM-05  | Fiorentino                                            |
| SM-08  | Montegiardino                                         |
| SM-09  | Serravalle                                            |

## Cambios
Los siguientes cambios a la entrada figuran en el listado del catálogo en línea de la ISO:
| Fecha real del cambio | Breve descripción del cambio                                                                        | Cambio de código o subdivisión                                    |
| --------------------- | --------------------------------------------------------------------------------------------------- | ----------------------------------------------------------------- |
| 2020-11-24            | Cambio ortográfico de SM-07; se añade la variante local para SM-07; se actualiza la lista de origen | Subdivisiones renombradas: SM-07 San Marino → Città di San Marino |

Los siguientes cambios de entradas han sido anunciados en los boletines de noticias emitidos por el ISO 3166/MA desde la primera publicación del ISO 3166-2 en 1998, cesando esta actividad informativa en 2013.
| Informe     | Fecha de emisión | Descripción del cambio reportado                                      | Cambio de código o subdivisión       |
| ----------- | ---------------- | --------------------------------------------------------------------- | ------------------------------------ |
| Boletín I-8 | 2007-04-17       | Se añaden las subdivisiones administrativas y sus elementos de código | Subdivisiones añadidas: 9 municipios |